# Rapid City, Michigan
Rapid City är en ort i Kalkaska County i delstaten Michigan, USA.